# Conde de São Marçal
Conde de São Marçal é um título nobiliárquico criado por D. Carlos I de Portugal, por Decreto de 7 de Novembro de 1891, em favor de Tomás Quintino Antunes, antes 1.º Visconde de São Marçal.
Titulares
1. Tomás Quintino Antunes, 1.º Visconde e 1.º Conde de São Marçal.